# NGC 4958
NGC 4958 é uma galáxia lenticular (SB0) localizada na direcção da constelação de Virgo. Possui uma declinação de -08° 01' 12" e uma ascensão recta de 13 horas, 05 minutos e 48,9 segundos.
A galáxia NGC 4958 foi descoberta em 3 de Março de 1786 por William Herschel.